# Amphibian Airplanes of Canada

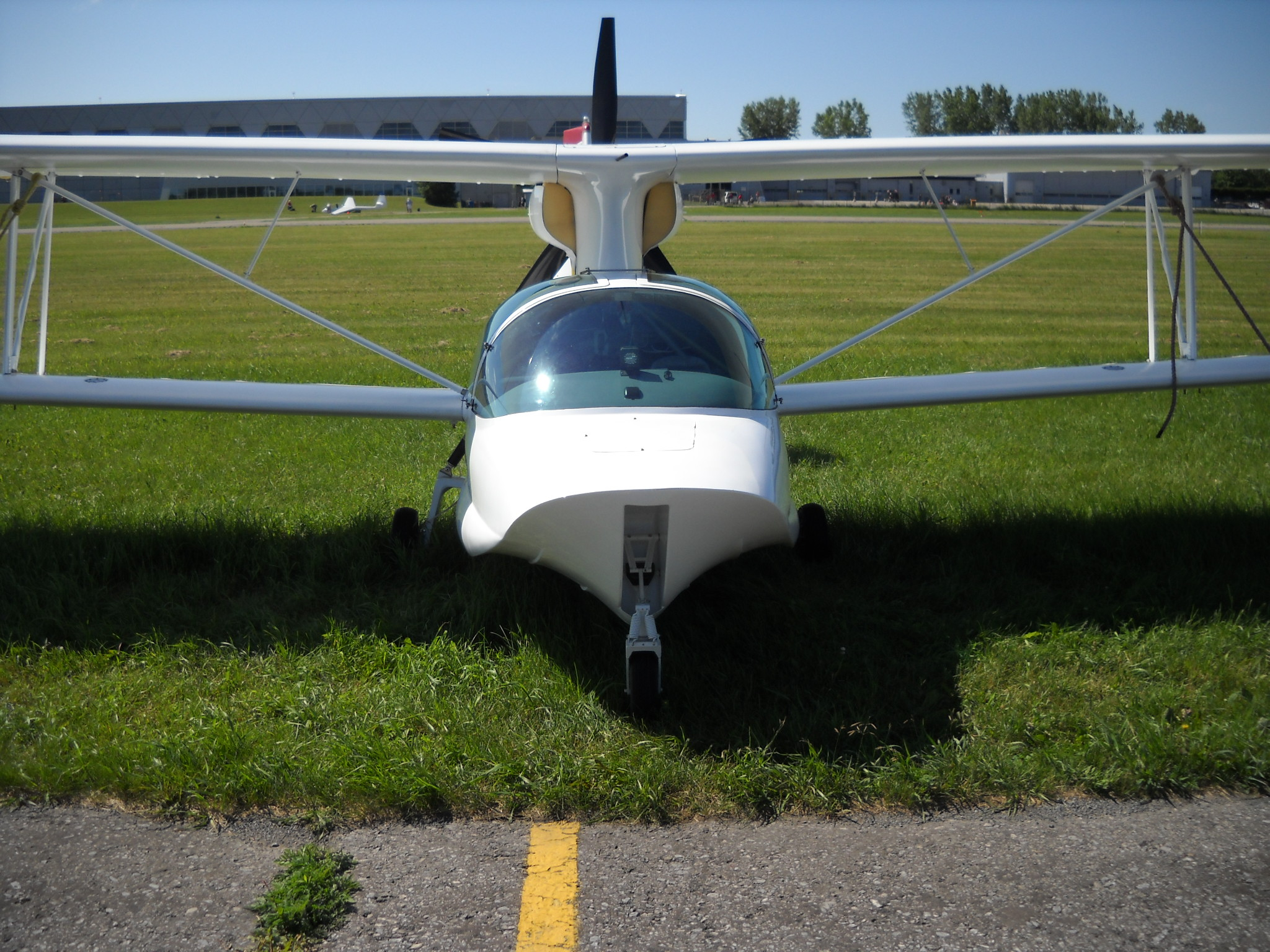
AAC Seatstar

Amphibian Airplanes of Canada (AAC) ontwikkelt en verkoopt lichte amfibische vliegtuigen voor de zelfbouw en is gevestigd in Squamish. AAC is opgericht door Hans Schaer in 1998. 

## Producten
- AAC SeaStar